# Ranasinghe Premadasa
Ranasinghe Premadasa (cingalés : රණසිංහ ප්‍රේමදාස,tamil:ரணசிங்க பிரேமதாசா ; 23 de junio de 1924 - 1 de mayo de 1993) fue el tercer presidente de Sri Lanka desde el 2 de enero de 1989 hasta su asesinato en 1993. También fue primer ministro de Sri Lanka desde el 6 de febrero de 1978 hasta el 2 de enero de 1989, lo que convierte a Premadasa en el primer ministro de Sri Lanka que más tiempo ha ocupado el cargo de forma ininterrumpida, casi once años. Fue la primera persona a la que el presidente J. R. Jayewardene concedió el máximo galardón civil de Sri Lanka, el Sri Lankabhimanya, en 1986,siendo el primero en recibirlo en la historia de Sri Lanka.  Fue asesinado en Colombo en un atentado suicida por parte de los LTTE.

## Biografía
Ranasinghe Premadasa nació el 23 de junio de 1924 en Colombo, en el seno de la familia de Richard Ranasinghe (Ranasinghe Mudalali) de Kosgoda y Battuwita Jayasinghe Arachchige Ensina Hamine de Batuwita, Horana. Premadasa era el mayor de cinco hermanos, tres hermanas y un hermano. Su padre se dedicaba al negocio del transporte en Colombo empleando rickshaws.
Recibió su primera educación en el templo Purwarama, bajo la dirección del venerable Welitara Sri Pannananda, y la secundaria en el Lorenz College, Skinner's Road, South Maradana, y en el Saint Joseph's College, Colombo, bajo la dirección del rector P. Le Goc.
A los 15 años, Premadasa fundó la Sucharita Children's Society, que más tarde se convertiría en el Sucharitha Movement, una organización de voluntarios cuyos objetivos eran elevar el desarrollo económico, social y espiritual de las personas con bajos ingresos que vivían en los barrios de chabolas de la capital. Fue el organizador a tiempo completo del proyecto de desarrollo comunitario de la zona en 1939. Los jóvenes que se inscribieron en su movimiento de desarrollo se abstuvieron de tomar licor y evitaron fumar y apostar. Premadasa también era abstemio.

## Trayectoria
Tras darse cuenta de las escasas perspectivas de futuro del Partido Laborista a mediados de la década de 1950, Premadasa apoyó los intentos de Sir John Kotelawala de destituir al entonces alcalde de Colombo, el Dr. N. M. Perera, del Partido Lanka Sama Samaja. En 1955, Premadasa sucedió a T. Rudra como teniente de alcalde y se afilió al Partido Nacional Unido en 1956, tras el éxito de la destitución de N. M. Perera como alcalde de Colombo en febrero de 1956.
Premadasa fue elegido tercer diputado por Colombo Central en las elecciones generales de marzo de 1960. El efímero gobierno de Dudley Senanayake fue derrotado a los tres meses y en las elecciones generales de julio de 1960 obtuvo el cuarto puesto en la circunscripción de tres miembros de Colombo Central. En 1961 reingresó en el Consejo Municipal de Colombo, elegido por el distrito de Cinnamon Gardens, donde permaneció hasta 1965. Durante este tiempo, trabajó para abrir centros preescolares para familias pobres e inició centros de formación profesional en costura y sastrería para los jóvenes.
Premadasa se presentó con éxito al electorado de Colombo Central en las elecciones generales de 1965 y fue elegido diputado y nombrado jefe de Gobierno y secretario parlamentario del ministro de Administración Local, M. Tiruchelvam. Cuando Tiruchelvam dimitió en 1968 después de que el Ilankai Tamil Arasu Kachchi abandonara el gobierno de Dudley Senanayake, Premadasa fue ascendido a ministro de Administración Local y fue nombrado ministro del gabinete de Senanayake. Durante su mandato, instituyó un programa de puentes con elementos de hormigón pretensado, creó el Plan de Viviendas Maligawatta y se dio a conocer en los gobiernos locales de toda la isla. El 5 de enero de 1967, Premadasa convirtió Radio Ceilán, la emisora de radio más antigua del sur de Asia, en una corporación pública: la Ceylon Broadcasting Corporation.
En las siguientes elecciones generales de 1970, Premadasa fue elegido primer diputado por Colombo Central y se sentó en la oposición con J. R. Jayewardene, líder de la oposición. Premadasa fue nombrado jefe de la oposición. Además, fue elegido Presidente de la Asamblea General de la Asociación Interparlamentaria de la Commonwealth, celebrada en Australia.
Premadasa fue miembro de la Asamblea Constituyente que redactó la Constitución de 1972. Premadasa pidió reformas en el partido, a lo que Dudley Senanayake se negó, por lo que Premadasa dimitió del comité de trabajo del partido. A continuación formó el Samastha Lanka Puravesi Peramuna, conocido generalmente como Puravesi Peramuna o Frente Ciudadano. Al crear el Frente Ciudadano, entró en conflicto abierto con Senanayake, que acababa de cerrar una brecha con Jayawardane. En medio de este conflicto, Senanayake murió el 13 de abril de 1973 de un ataque al corazón y los leales a Senanayake culparon a Premadasa. Jayawardane, que se convirtió en líder del UNP, llegó a un acuerdo con Premadasa, que abandonó el Frente Ciudadano y volvió a apoyar plenamente al UNP, impulsando su afiliación en las bases y convirtiéndose en el líder adjunto del partido.
Premadasa fue reelegido primer diputado por Colombo Central en las elecciones generales de 1977 y nombrado líder de la Cámara y ministro de Administración Local, Vivienda y Construcción.
Primer Ministro
Al año siguiente, cuando J. R. Jayewardene se convirtió en el primer presidente ejecutivo de Sri Lanka, nombró primer ministro a Premadasa. Premadasa empezó a definir el nuevo papel del primer ministro bajo un presidente ejecutivo. Fijó su residencia en Temple Trees, conservó el uso de la Logia del primer ministro y estableció una nueva oficina del Primer Ministro en Sirimathipaya. Comenzó a representar a Sri Lanka en el ámbito internacional, tras encabezar la delegación esrilanquesa en la Reunión de jefes de Gobierno de la Commonwealth en 1979, donde consiguió financiación británica para la construcción de la presa Victoria. En 1980 encabezó la delegación de Sri Lanka en la Asamblea General de las Naciones Unidas, donde pronunció un discurso.
Siguió ocupando las carteras de Administración Local, Vivienda y Construcción; inició su programa político, refugio para los pobres, después de que las Naciones Unidas declararan un Año del Refugio. Su propuesta de declarar 1987 Año Internacional de la Vivienda para los Sin Techo fue aceptada por unanimidad en la 37.ª sesión de la Asamblea General de las Naciones Unidas. Otras políticas suyas fueron Jana Saviya, el instrumento que utilizó para ayudar a los pobres, un plan de padres adoptivos, el proyecto Gam Udawa con el que intentó despertar el estupor en los pueblos, la secretaría móvil por la que llevó la burocracia del gobierno central a los campesinos, la Fundación Tower Hall para el teatro y la música, y los planes de pensiones que inició para los artistas mayores. En el terreno económico, el proyecto de la industria de la confección que inició se convirtió en precursor de la obtención de divisas y la creación de empleo en las aldeas. Premadasa fue primer ministro de 1978 a 1988, con escasas desavenencias con el presidente Jayewardene, a excepción de la firma por este último del Acuerdo Indo-Sri Lanka. Jayewardene decidió dimitir tras su segundo mandato y Premadasa fue designado candidato del partido para las elecciones presidenciales fijadas para diciembre de 1988.
Premadasa fue elegido 2.º presidente ejecutivo del país en las elecciones presidenciales de 1988, obteniendo 2.569.199 (50,43%) votos y derrotando a la ex primera ministra Sirimavo Bandaranaike, que quedó segunda con 2.289.860 (44,95%) votos. Premadasa se convirtió en el primer político no govigama en ser nombrado primer ministro y elegido Presidente de Sri Lanka.

### Presidencia
Poco después de ser elegido presidente, Premadasa disolvió el Parlamento y convocó nuevas elecciones. En las elecciones parlamentarias de febrero de 1989, el UNP obtuvo 125 escaños en el parlamento, formando un gobierno con mayoría parlamentaria. Cuando llegó a la presidencia, el país se enfrentaba a una guerra civil en el norte y a una insurgencia comunista en el sur, dos cuestiones clave en las que Premadasa se concentró, con acciones especialmente despiadadas contra los insurgentes. Las fuerzas de seguridad sofocaron brutalmente la revuelta y mataron a muchos de sus líderes.
Premadasa también se concentró en una campaña de desarrollo económico de base, centrada en el suministro de viviendas, la mitigación de la pobreza y la mejora de la situación de los pobres. Fomentó la construcción de pueblos modelo con agua potable, infraestructuras de transporte, escuelas y centros de salud. Fomentó la creación de pequeñas industrias (la mayoría relacionadas con la confección) en zonas pobres concediendo a los propietarios de las fábricas préstamos a bajo interés y una parte de las cuotas textiles para Estados Unidos y Europa. El programa Gam Udāwa es uno de sus logros más conocidos en este ámbito, junto con el programa Janasaviya, que hoy forma parte del plan Samurdhi.
En la presidencia, enfrentó un intento de golpe de Estado marxista-nacionalista liderado por Janata Vimukti Peramuna, que fue reprimido, y hostilidades incesantes con los separatistas tamiles. Simultáneamente, tras la retirada de las impopulares fuerzas de mantenimiento de la paz indias del norte de la isla, se reanudó la guerra civil enSri Lanka. Durante su presidencia fue expulsado de la UNP por sus opositores.
En septiembre de 1991, Premadasa se enfrentó a un intento de destitución en el Parlamento liderado por sus dos formidables rivales del UNP, Lalith Athulathmudali y Gamini Dissanayake. El presidente del Parlamento, M. H. Mohamed, desestimó el intento alegando falta de firmas, después de que varios parlamentarios que apoyaban la destitución retiraran su apoyo tras recibir amenazas. Premadasa expulsó del partido a Athulathmudali y Dissanayake, que formaron su propio partido político, el Frente Democrático Nacional Unido (DUNF).

## Muerte
Ranasinghe Premadasa fue asesinado junto con otras 23 personas el 1 de mayo de 1993, alrededor de las 12:45 p. m. durante la manifestación del Primero de Mayo de la UNP en Colombo, por un terrorista suicida de los LTTE. La explosión tuvo lugar en Armor Street-Grandpass Junction en Hulftsdorp, Colombo, mientras el presidente Premadasa supervisaba extraoficialmente la procesión que se dirigía hacia Galle Face Green desde el estadio Sugathadasa. El atacante suicida fue identificado más tarde como Kulaveerasingam Veerakumar, alias 'Babu'. Se dirigió al Presidente en bicicleta, la dejó cerca del Range Rover presidencial y se dirigió hacia el Presidente cuando el personal de seguridad intentó detenerlo. A pesar de ello, Mohideen le permitió acercarse al Presidente, momento en que Veerakumar detonó el artefacto explosivo. En la explosión murieron Mohideen, el SSP Ronnie Gunasinghe y la mayor parte del personal de Premadasa. Otras 38 personas resultaron heridas en el atentado, siete de ellas de gravedad. La confusión reinaba, ya que no estaba claro lo que había ocurrido, y Premadasa y su equipo de seguridad habían desaparecido. Su muerte no fue confirmada hasta dos horas más tarde por su médico personal, cuando los restos del presidente fueron identificados por su anillo y su reloj.